# SVolt
SVolt (SVolt Energy Technology Co., Ltd.; Eigenschreibweise SVOLT) ist ein chinesischer Hersteller von Energiespeichern. Er entstand 2018  als Tochterunternehmen aus einem Geschäftsbereich von Great Wall Motor.
Die Entwicklung in China erfolgt in den chinesischen Millionenstädten Baoding (Provinz Hebei) und Wuxi (Provinz Jiangsu). 2019 beantragte SVolt 550 Patente. Für die selbst entwickelten Kobalt-freien Lithium-Ionen-Akkumulatoren begann etwa ab 2021 die Vorbereitung der Serienproduktion. Die Fertigungsstandorte liegen bis auf einen in Thailand alle in China.
Im Juli 2024 stellte SVolt einen Lithiumeisenphosphat (LFP)-Short Blade-Akku (mit festem Gehäuse) mit 3500 anstelle der üblichen 1000 Ladezyklen vor. Im Januar 2025 stellte das Unternehmen einen mit einer Lebensdauer von 5000 Zyklen beziehungsweise 600.000 km noch langlebigeren Akku vor.
Im Jahre 2019 bestand der Plan, 100 GWh an Batteriekapazitäten in Europa herzustellen. SVolt begann jedoch 2024, seine Europa-Aktivitäten zu reduzieren. Im Jahre 2025 waren europaweit keine Produktionsaktivitäten mehr geplant. In Deutschland, wo der europäische Hauptsitz in Frankfurt am Main liegt, waren ursprünglich zwei weitere Produktionsstandorte geplant gewesen.